# HMS Petard (1941)
HMS Petard (G-56) — эскадренный миноносец типа P ВМС Великобритании. Принимал участие во Второй мировой войне. Один из трёх кораблей типа P, переживших войну в пригодном к службе состоянии.
Обладатель своеобразного достижения — участвовал в потоплении подводных лодок трёх стран Оси: немецкой U-559, итальянской Uarsciek, японской I-27.
Экипаж эсминца, ценой жизни двух членов абордажной команды, захватил документацию к четырёхроторной версии шифровальной машины «Энигма», что позволило ускорить процесс взлома шифров.

## История

### Начало службы
Первоначально планировалось, что корабль будет назван Persistent, но затем имя было изменено на Petard. Спущен на воду 27 марта 1941 года в Ньюкасле. 15 июля 1942 года был введён в состав флота. Первым командиром был назначен лейтенант-коммандер Стивен Битти, кавалер Креста Виктории за рейд на Сен-Назер. 28 апреля его сменил лейтенант-коммандер Марк Торнтон, переведённый с эсминца Harvester.
Приступил к операциям в конце июля 1942 года в составе конвоя WS-21, следовавшего через мыс Доброй Надежды. Во время перехода на юг, Торнтон подтверждал свою репутацию эксцентричного командира, проводя почти всё время на верхней палубе и «мотивируя» членов команды, бросая в них сверху различные мелочи. Во время стоянки в Саймонстауне три артиллериста эсминца не успели вернуться из увольнения и пропустили отправление корабля. Остаток пути вдоль восточного побережья Мадагаскара, через Красное море и Суэцкий канал, прошёл без происшествий.

### Средиземноморье
22 сентября 1942 года эсминец вошёл в состав 12-й флотилии эсминцев, базировавшейся в Порт-Саиде. Двумя днями позже участвовал в отражении налёта немецкой авиации. В течение следующих нескольких дней совместно с греческим эсминцем Vasilissa Olga участвовал в отработке действий против подводных лодок. 12 октября вместе с эсминцем Onslow направился в Хайфу, чтобы затем сопроводить в Александрию крейсер Arethusa.
30 октября 1942 года «летающая лодка» типа Sunderland сообщила об обнаружении подводной лодки к северу от дельты Нила. На перехват вышли эсминцы Petard, Pakenham, Dulverton, Hurworth и Hero. После нескольких часов преследования и атак глубинными бомбами, подводная лодка (опознанная как U-559) всплыла на поверхность. Старший лейтенант Энтони Фассон и матрос Колин Грасьер высадились на лодку для того, чтобы забрать шифровальную машину и книги с кодами. Оба моряка погибли вместе с затонувшей подводной лодкой, успев передать только секретные документы. Захваченная информация имела крайне высокую важность для криптографической службы в Блетчли-парке. Спустя шесть недель после захвата данных почти все сообщения немецких подводных лодок успешно расшифровывались. Фассон и Грасьер посмертно были награждены Георгиевским крестом.
9 ноября эсминцы Petard и Paladin пришли в гавань Александрии, где ожидали завершения переговоров по передачи части французских кораблей под командование союзников. После завершения переговоров Petard вместе с греческим Vasilissa Olga вышли в направлении Мерса-Матруха, сопровождая два транспортных судна. На маршруте следования конвой был атакован десятью Ju-88. Орудия греческого эсминца не могли быть применены против авиации ввиду недостаточных углов вертикальной наводки и оборону конвоя осуществлял только Petard. Атака немецких самолётов оказалась безуспешной, позже они были отогнаны четырьмя истребителями Spitfire. Несмотря на то, что ущерб от атаки был минимальным, конвой был отозван обратно в порт.
17 ноября Petard вышел в море в составе большого конвоя на Мальту в ходе операции «Stoneage» (в состав конвоя входило 4 транспорта, 10 эсминцев и 3 лёгких крейсера). Первая воздушная атака состоялась на следующий день после полудня — итальянские самолёты сбросили бомбы с большой высоты не причинив серьёзного ущерба. Затем, в течение дня, конвой подвергался атакам небольших групп итальянских и немецких самолётов. С наступлением сумерек корабли были атакованы шестью торпедоносцами Ju-88. Небольшие повреждения осколками снарядов получили корабли эскорта. На следующее утро авиация вновь попыталась атаковать конвой, но точности бомбардировок помешала сильная облачность. Кроме того, конвой с воздуха прикрывали тяжёлые истребители Bristol Beaufighter. Вечером 18 ноября налёт на конвой осуществили 26 Ju-88, атаковавшие тремя группами. Попадание торпедой получил крейсер Arethusa. Эсминцы Petard и Javelin были направлены для оказания помощи повреждённому кораблю. Торнтон, будучи старшим командиром, отослал Javelin обратно к конвою, полагая что его сопровождение является приоритетом.
Petard взял повреждённый крейсер на буксир. Arethusa постепенно уменьшил крен с 15 до 5 градусов, что позволило улучшить управляемость и повысить скорость буксировки. Спустя несколько часов, буксирный трос лопнул. После заведения нового буксировка возобновилась со скоростью 5 узлов. Утром 19 ноября корабли были обнаружены немецким разведывательным самолётом, который был отогнан парой «Бофайтеров», но передал координаты кораблей. В течение дня зенитные орудия кораблей и самолёты отразили две атаки авиации противника.
Из-за ухудшения погодных условий было принято решение продолжить буксировку крейсера за корму. Трос был перезаведён и корабли продолжили движение к Александрии со скоростью 3 узла. Последняя атака на корабли была осуществлена четырьмя Ju-88, но результата не принесла. Во второй половине дня погода улучшилась. Навстречу из Александрии вышло два буксира. 20 ноября все корабли благополучно вернулись в порт.
23 ноября Petard и Paladin привели два транспорта и вспомогательный крейсер с подкреплениями в Тобрук, после чего оба эсминца вернулись в Порт-Саид.
Спустя две недели после успешной проводки на Мальту конвоя MW-13 был отправлен следующий, MW-14. В его состав вошло четыре транспортных корабля, в том числе один танкер. На второй день следования экипаж эсминца подобрал в море экипаж сбитого бомбардировщика Wellington. Порожние транспорты пришли обратно в Порт-Саид в составе конвоя ME-11. Во время следования обратно, 7 декабря 1942 года, артиллеристы Petard сбили свой первый самолёт.
15 декабря 1942 года по пути из Бенгази на Мальту, вместе с Vasilissa Olga, Petard обнаружил и атаковал итальянскую подводную лодку Uarsciek. Эсминцы атаковали субмарину глубинными бомбами, вынудив её всплыть. Petard обстрелял всплывшую лодку, а затем протаранил её. Оба эсминца пришли на Мальту, где Petard встал на ремонт для исправления полученных при таране повреждений.
9 января 1943 года Марка Торнтона на посту командира сменил лейтенант-коммандер Руперт Иган, до этого командовавший эсминцем Croome.
После завершения планового ремонта, Petard, вместе с эсминцами Pakenham и Vasilissa Olga, направился через Суэцкий канал в Красное море, сопровождая конвой, шедший в Коломбо, Цейлон. 8 февраля конвой был передан встречавшим его кораблям Восточного флота.
17 февраля эсминец в составе конвоя вышел из Александрии в Триполи. 21 февраля конвой прибыл в пункт назначения, доставив подкрепления для 8-й армии, продвигавшейся на запад.
В марте 12-я флотилия эсминцев перебазировалась на Мальту для участия в операции «Retribution», целью которой было предотвращение попыток немцев и итальянцев перебросить подкрепления в Тунис. Кроме того, корабли продолжали выполнять обязанности по сопровождению конвоев, отражая постоянные атаки авиации противника.
В начале апреля 1943 года Petard и Paladin осуществили рейд на порт Сус. Использовав карты, захваченные на подводной лодке Uarsciek, они обошли минные поля и позиции немецких подводных лодок. Во время отхода британские корабли были атакованы торпедными катерами и обстреляны пулемётным огнём. Потерь среди личного состава не было, корабли получили минимальные повреждения.
24 апреля Petard был обстрелян неопознанным самолётом. Четыре члена экипажа погибло сразу, ещё пять умерло в госпитале на Мальте, десять было ранено.
4 мая эсминцы Petard, Paladin и Nubian у мыса Бон атаковали и потопили итальянские транспорт Compobasso и эсминец Perseo.
12 мая 1943 года войска Оси в Северной Африке капитулировали. Внимание союзников было обращено на Сицилию. Спустя несколько дней эсминцы Petard, Nubian и Isis, сопровождая крейсер Orion попали под обстрел береговых батарей на острове Пантеллерия. Petard получил незначительные повреждения от близких разрывов снарядов.
В июле, при обстреле дороги неподалёку от Катании, Petard получил сквозное попадание танковым снарядом, не причинившее серьезного ущерба. 30 июля эсминец столкнулся с линкором Warspite и был вынужден уйти на ремонт на Мальту.
В середине августа Сицилия была оккупирована войсками союзников и 8-я армия под командованием Бернарда Монтгомери начала высадку в Италии. Petard вошёл в отряд кораблей, прикрывавших действия авианосцев Illustrious и Formidable, а также линкоров Warspite, Nelson, Rodney и Valiant.
Вечером 15 сентября, при обстреле береговых позиций противника у Салерно, Petard получил попадание снарядом, в результате которого погибло два моряка, шесть получили ранения.
В начале октября эсминец перебазировался в Бриндизи, откуда выходил в Адриатику на патрулирование между итальянским побережьем и Дубровником.
Затем корабль перешёл на острова Додеканес и 7 октября начал действовать в Эгейском море. В этот день немецкие войска заняли остров Кос. Соединение из пяти кораблей (эсминцы Petard, Panther, Rockwood, Miaoulis и крейсер ПВО Carlisle) было атаковано 16 самолётами Ju-87. Panther был потоплен, Carlisle получил четыре попадания и не подлежал ремонту.
Ещё одной постоянной угрозой для действий флота союзников были мины. 23 октября Petard и Eclipse наскочили на минное поле восточнее Калимноса. Eclipse подорвался на мине, а Petard сумел подобрать выживших и уйти из опасного района.
30 октября, в ходе пятого выхода британских кораблей к острову Лерос, соединение было атаковано 14 самолётами Ju-87. Крейсер Aurora получил попадание авиабомбой (46 погибших и 20 раненых), и в сопровождении эсминца Beaufort ушёл на базу. Эсминцы Petard и Belvoir продолжили выполнение задания. В ходе очередного налёта Belvoir получил попадание авиабомбой, которая не взорвалась, позднее была извлечена из корпуса корабля и сброшена за борт.
9 ноября Petard близ Калимноса обнаружил и, совместно с Rockwood и Krakowiak, атаковал десантный корабль противника, сопровождаемый двумя каиками. При отходе Rockwood получил попадание авиабомбы и был взят на буксир. Корабли укрылись в ближайшей нейтральной турецкой бухте, а затем повреждённый Rockwood был отбуксирован в Александрию.
Последним заданием корабля в Эгейском море стала эвакуация британских войск с Лероса 19 ноября 1943 года. Затем эсминец перешёл в Хайфу для текущего ремонта, а после получил приказ отправиться на восток для действий против японского флота.

### Дальний Восток
В январе 1944 года Petard включён в состав эскорта соединения британских кораблей, отправлявшихся через Суэцкий канал в Индию и, далее, на Тихий океан. 24 января вместе с авианосцем Unicorn и линейным крейсером Renown прибыл в Кочин. 28 января прибыл в Тринкомали.
10 февраля Petard и Paladin вышли из пункта базирования на атолле Адду и направились на запад вдоль экватора. 12 февраля участвовал в потоплении японской субмарины I-27, которая перед этим атаковала и потопила войсковой транспорт SS Khedive Ismail, на борту которого погибло 1297 человек. Во время попытки тарана японской лодки повреждения получил Paladin. Petard предпринимал попытки атаковать противника глубинными бомбами и артиллерией, выпустил семь торпед. Продолжавшийся два с половиной часа бой завершился. Подобрав выживших, Petard взял на буксир повреждённый эсминец и направился к атоллу Адду.

## В массовой культуре
Эпизод с захватом документов на подводной лодке U-559 (вместе с похожим случаем с субмариной U-110) лёг в основу сценария фильма «Ю-571».